# Аннина
Аннина — упразднённая деревня в Болховском районе Орловской области России. Входила в состав Михневского сельского поселения. Упразднена в 2004 году.

## География
Деревня располагалась в центральной части Среднерусской возвышенности в лесостепной зоне, на севере Орловской области, возле административной границы с Ульяновским районом Калужском области, на левом берегу реки Лобасынь, на расстоянии примерно 2 километров (по прямой) к северо-востоку от посёлка Архангельский.

### Климат
Климат близок к умеренно-холодному, количество осадков является значительным, с осадками в засушливый месяц. Среднегодовая норма осадков — 627 мм. Среднегодовая температура воздуха в Болховском районе — 5,1 °C.

## История
Постановлением Орловской областной думы от 15 октября 2004 года № 32/645-ОС деревня Аннина исключена из учётных данных.

## Население
Согласно результатам переписи 2002 года в деревне отсутствовало постоянное население.